# Liceo (Antigua Grecia)

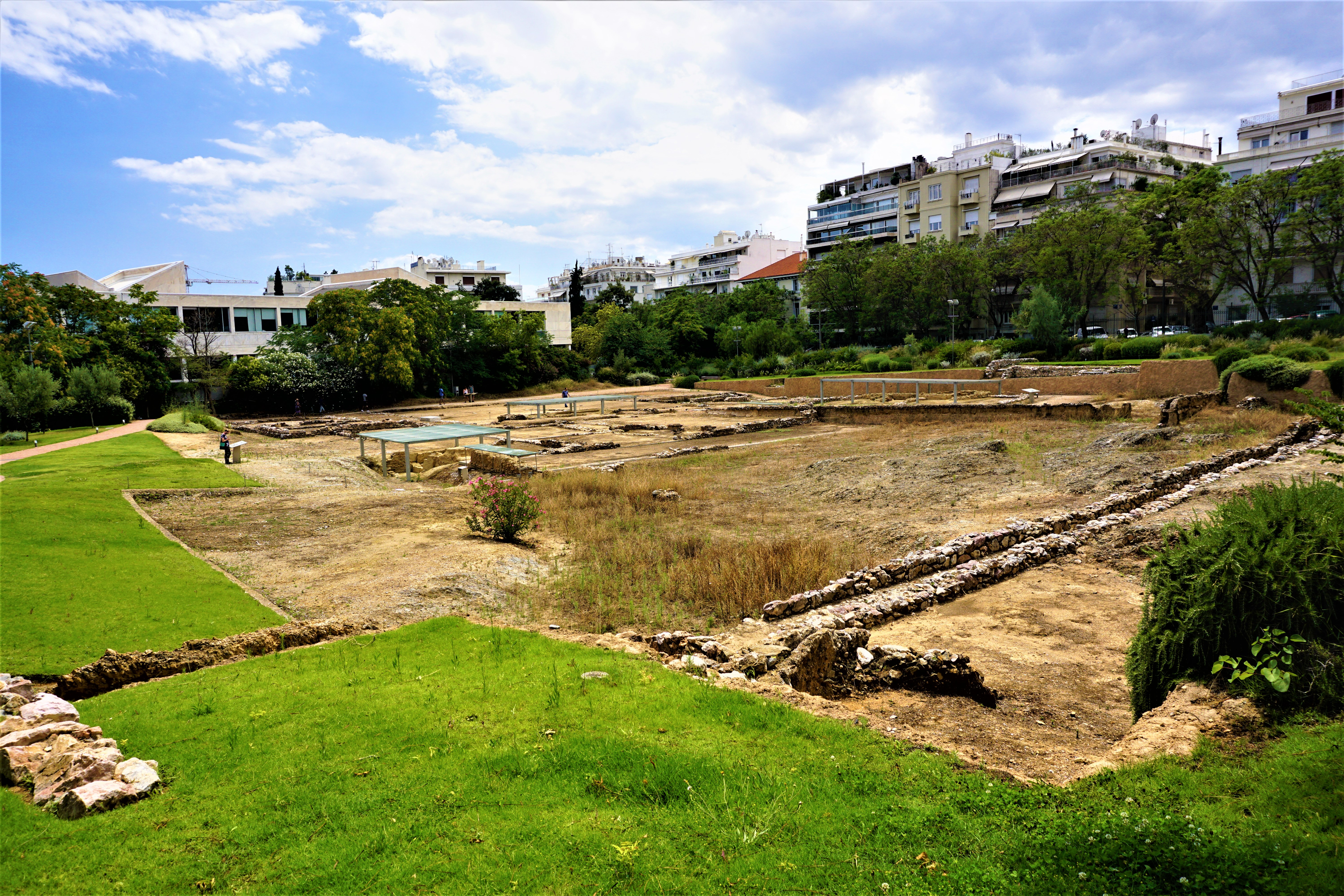
Sitio arqueológico del Liceo en Atenas.

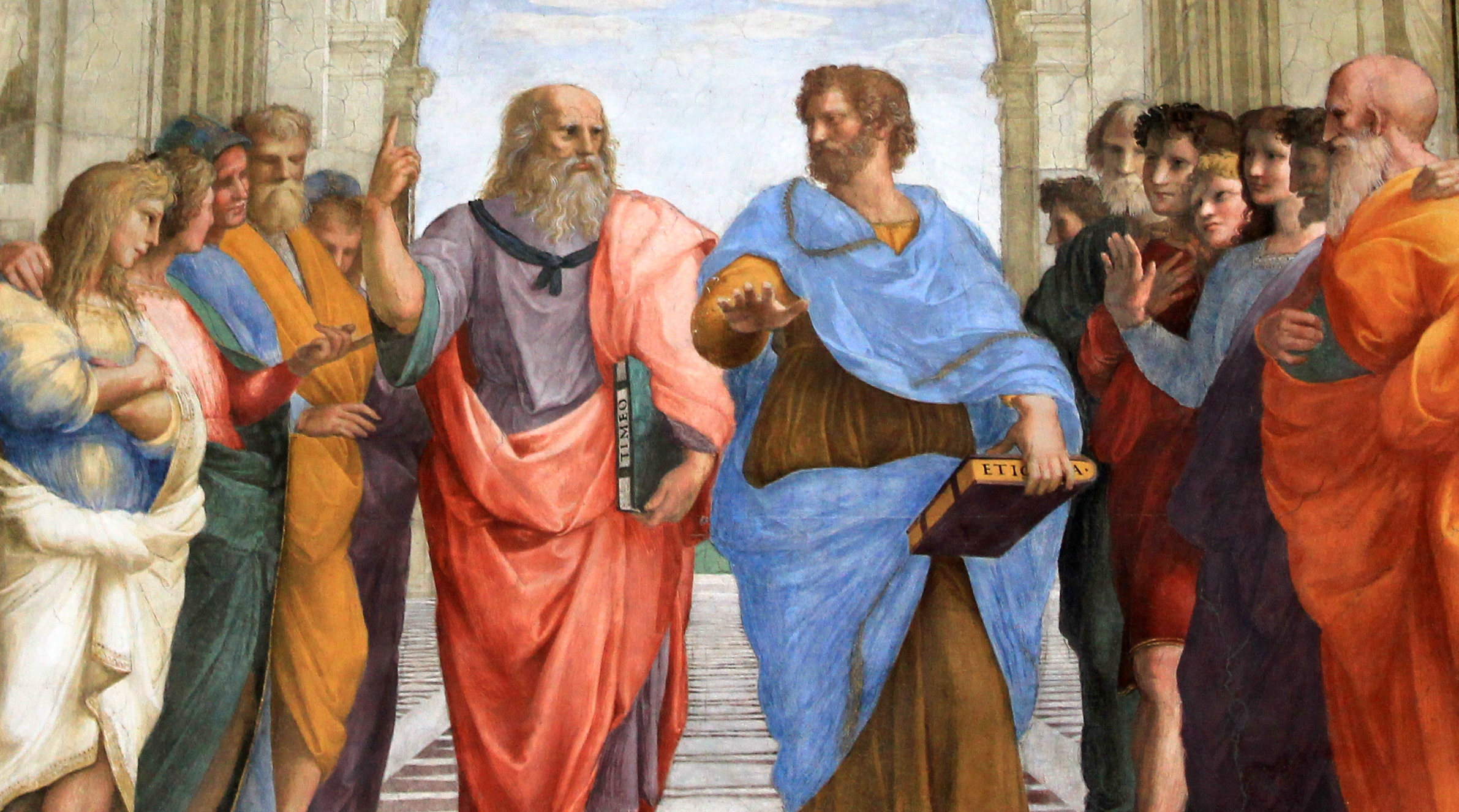
Platón y Aristóteles caminando y conversando. Detalle de La escuela de Atenas de Rafael (1509 - 1511).

El Liceo (en griego clásico Λύκειον; en neogriego: Λύκειο; en latín: Lycēum o Lycīum) era el nombre de un jardín y gimnasio situado en las cercanías del templo de Apolo Licio, dentro de las murallas de Atenas, hacia el monte Licabeto. 
Es conocido sobre todo por ser el lugar donde Aristóteles impartía sus enseñanzas, tradicionalmente paseando con sus discípulos por el jardín o por algún pórtico cubierto. De aquí que a la escuela filosófica de Aristóteles se la conozca como la escuela del Liceo, o también, como la escuela peripatética (en griego, περιπατέω, peripateo, significa pasear).
De un modo similar a como también le ha ocurrido a la Academia de Platón, el término «liceo» ha sido retomado en diversos idiomas para designar genéricamente un centro de enseñanza o de estudios.

## Historia

### Formación
Aristóteles fundó la escuela a su vuelta a Atenas, en el año 336 a. C., tras unos años en los que se ausentó de la ciudad para ejercer como preceptor de Alejandro, el hijo de Filipo II de Macedonia y futuro Alejandro Magno. En lugar de volver a la Academia de Platón, en la que había permanecido durante unos veinte años, decidió fundar su propia escuela. Al igual que en la Academia, los asistentes (la mayoría extranjeros) debían proveer por sí mismos a su manutención y no abonaban estipendio a quienes ejercían como profesores. La principal diferencia con la escuela de Platón era que la Academia estaba centrada en los estudios matemáticos, mientras que en el Liceo se estimaban más las ciencias de la naturaleza, que Platón no consideraba dignas de estudio debido a su falta de exactitud.
Las lecciones orales impartidas en el Liceo se acompañaban de la utilización de gráficos y esquemas para hacerlas más comprensibles. También se tenía la costumbre de discutir dando vueltas al jardín de la finca, llamándose así la escuela peripatética. Entre los estudiantes de la escuela se encuentran: Teofrasto, Estratón, Hiparco, Calino, Demótimo, Demarato, Calístenes, Melante, Pancreón, Nicipo, Aristóxeno, Dicearco de Mesina, Demetrio de Falero, Eudemo de Rodas, Harpalus, Hefestión y Nicómaco.

### Biblioteca de Aristóteles
En el Liceo, Aristóteles dictó las lecciones que constituirán luego la mayor parte de su obra conservada. La escuela siempre tuvo una orientación empírica, en oposición a la Academia de Atenas, mucho más especulativa. Esa orientación empírica se acentúa cuando Teofrasto asume su dirección. En el testamento de Aristóteles se habla de la infraestructura del Liceo, que contaba con jardín, el paseo, biblioteca y demás habitaciones. La biblioteca del Liceo se la entregó Teofrasto a su amigo peripatético llamado Neleo de Escepsis, con un catálogo, según Diógenes Laercio, de más de 157 títulos de Aristóteles y 225 de Teofrasto contenidos en más de 1005 rollos de papiro, además de los cientos o miles de autores de la escuela peripatética o de escritores antiguos, pudiendo llegar a 10 000 papiros.

### Después de Aristóteles
Cuando muere Alejandro Magno, la situación política en Atenas se vuelve inestable y peligrosa para los considerados «amigos de los macedonios». Aristóteles años atrás había escrito un himno funerario en honor del tirano Hermias, que había sido aliado de Filipo II de Macedonia, por lo que fue acusado de asébeia (impiedad) y temiendo por su vida (al parecer dijo que no quería dar a la ciudad la ocasión de cometer un segundo crimen contra la filosofía, en clara referencia a la muerte de Sócrates) se trasladó a Calcis, la tierra de su madre en la isla de Eubea, donde murió en 322 a. C.
A Aristóteles le sucede Teofrasto en la dirección del Liceo, cuando el primero se ve obligado a huir de Atenas. A la muerte de Teofrasto, lo sucedió Estratón de Lámpsaco. La escuela irá orientando progresivamente su interés hacia las explicaciones naturalistas, dejando de lado las doctrinas relativas a la inmortalidad.
En aquella época, coexistían cuatro escuelas filosóficas en Atenas: la Academia, fundada por Platón, que se encontraba al norte de la ciudad, en el olivar del héroe Academos; el Liceo, que se encontraba dentro de las murallas de la ciudad, en un gimnasio próximo al templo de Apolo Licio; el Jardín, fundado por Epicuro a las afueras de la ciudad, en una propiedad agrícola junto al camino del puerto de El Pireo donde el maestro organizó una comunidad que se sustentaba con el trabajo hortícola; y la escuela estoica, fundada por Zenón de Citio en el interior de la ciudad, más exactamente en uno de los soportales del ágora de Atenas, el conocido como «soportal pintado».
El Liceo, bajo la dirección de Teofrasto, no tuvo la estabilidad de la Academia y trasladó el grueso de su actividad a Alejandría, bajo la protección de la dinastía helenística de los Ptolomeos. Esta mudanza de sede ocasionó la dispersión de las obras de Aristóteles. Al hallarse en su mayor parte sin editar, sufrieron aportaciones apócrifas e interpolaciones de discípulos y comentaristas.
Otro importante director del Liceo fue Andrónico de Rodas, quien en el siglo I a. C. ordenó los escritos de Aristóteles que se conservaban, y que, agrupados, ordenados y titulados, se han conservado y transmitido hasta nuestros días bajo el nombre de Corpus aristotelicum.

## Sitio arqueológico
En 1996, durante los trabajos de excavación realizados en Atenas para la construcción del Museo de Arte Contemporáneo, fueron descubiertos los restos del famoso Liceo donde Aristóteles impartía sus enseñanzas, confirmando así su ubicación dentro de las murallas de Atenas, cerca del Museo de la Guerra de Atenas, en la intersección de las calles Rigillis y Vasilissis Sofias. Las descripciones de las obras de los filósofos antiguos insinúan la ubicación de los terrenos, que se especula que están en algún lugar justo fuera del límite oriental de la antigua Atenas, cerca de los ríos Iliso y Eridanos, y cerca de la colina Licabeto.  
El Consejo Central de Arqueología de Atenas ha encargado una serie de modificaciones del sitio, que le permitan ser abiertos al público.
La ubicación del Liceo es: 37° 58' 26.67" N, 23° 44' 36.61" E.

### Galería

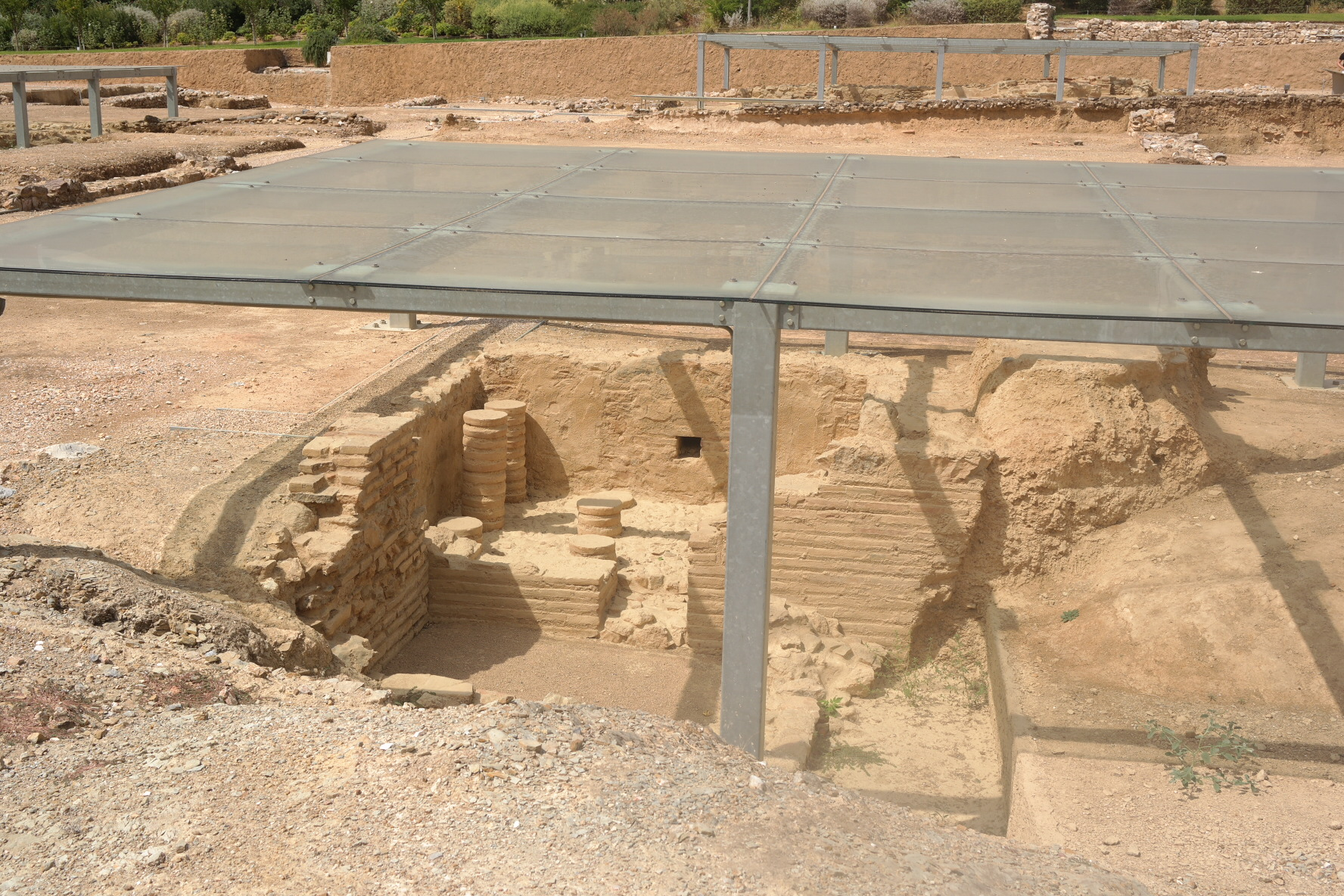
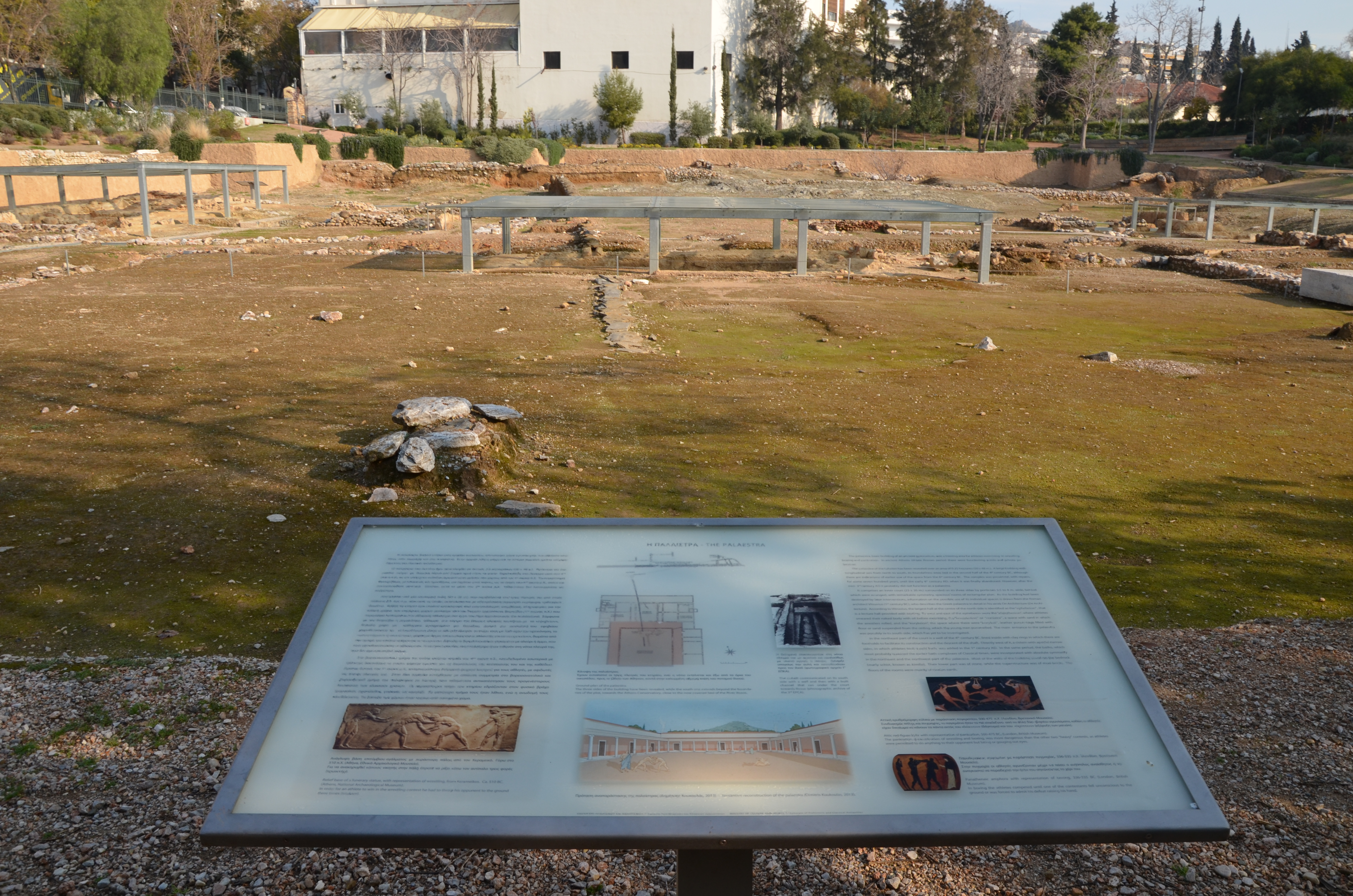